# Alfréd Haško
Alfréd Haško (19. prosince 1952 – 6. ledna 2017) byl slovenský politik Občanské konzervativní strany a československý politik Veřejnosti proti násilí, poslanec Sněmovny lidu a Sněmovny národů Federálního shromáždění po sametové revoluci. V 90. letech člen Demokratické strany.

## Biografie
V listopadu 1989 patřil k hlavním postavám sametové revoluce v Kremnici. S odstupem let na tyto události vzpomínal následovně: „Tak sme obsadili mestský rozhlas v meste a hneď do toho sneženia sme pustili Modlitbu pre Martu a požiadali sme všetkých občanov mesta, aby prišli do kultúrneho strediska. O siedmej večer tam prišlo 300-400 ľudí. Na druhý deň, 27. novembra bol generálny štrajk. Na tomto stretnutí sme založili Verejnosť proti násiliu v Kremnici“ K roku 1990 je profesně uváděn jako učitel základní školy.
V lednu 1990 zasedl v rámci procesu kooptací do Federálního shromáždění po sametové revoluci do Sněmovny lidu (volební obvod č. 178 - Banská Štiavnica, Středoslovenský kraj) jako bezpartijní poslanec (respektive poslanec za hnutí Veřejnost proti násilí). Ve volbách roku 1990 přešel do slovenské části Sněmovny národů, coby poslanec za VPN. Ve Federálním shromáždění setrval do konce funkčního období, tedy do voleb roku 1992.
V roce 1995 patřil mezi signatáře prohlášení Demokratické strany, v němž protestoval proti politice vlády HZDS. V roce 2002 je uváděn jako kandidát na post předsedy banskobystrické krajské rady pravicové Občanské konzervativní strany. Téhož roku za OKS kandidoval v komunálních volbách na primátora Kremnice. K roku 2011 je zmiňován jako ředitel Centra volného času Cvrček v Kremnici.